# Odynerus egregius
Odynerus egregius är en stekelart som beskrevs av Herrich-Schäffer. Odynerus egregius ingår i släktet lergetingar, och familjen Eumenidae. Inga underarter finns listade i Catalogue of Life.